# Georges I. Gurdjieff

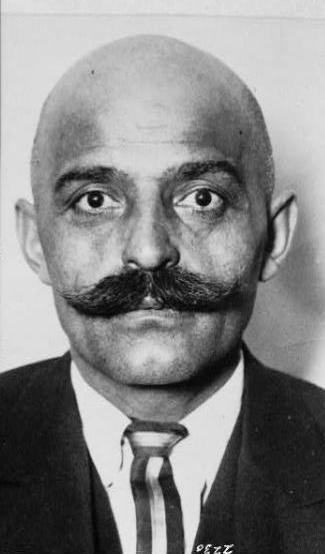
Georges I. Gurdjieff

Georges I. Gurdjieff (russisch Георгий Иванович Гюрджиев, Transkription Georgi Iwanowitsch Gjurdschijew, wiss. Transliteration Georgij Ivanovič Gjurdžiev; vermutlich * 1866 in Alexandropol, Russisches Kaiserreich; † 29. Oktober 1949 in Paris) war ein griechisch-armenischer Esoteriker, Schriftsteller, Choreograph und Komponist, der zunächst in Russland und später in Frankreich wirkte. Bekannt wurde er als Lehrer des sogenannten Vierten Weges und Begründer einer weltweiten und verzweigten Anhängerschaft.

## Leben und Werdegang

### Begegnungen mit bemerkenswerten Menschen
Gurdjieff kam im griechischen Viertel der zum zaristischen Russland gehörigen Stadt Alexandropol (heute Gjumri, Armenien) zur Welt. Die in seinen Pässen aufgeführten Geburtsdaten reichen vom 1. Januar 1864 bis zum 28. Dezember 1877. Sein Vater, Ioannis Georgiadis (griechisch Ιωάννης Γεωργιάδης) war ein wohlhabender Viehbesitzer und wirkte als Aschoch (Barde), seine Mutter war Armenierin. Der Familienname wurde im Armenischen als Gjurdschjan (Գյուրջյան) wiedergegeben, woraus im Russischen Gjurdschijew (französisch transkribiert Gurdjieff) wurde. Nachdem die Herden der Familie an einer Seuche verendet waren (vermutlich 1872/73), eröffnete der verarmte Vater einen Holzhandel, der jedoch 1877 scheiterte. Er wurde daraufhin Tischler und zog 1878 mit Georg(ios) und dessen vier jüngeren Geschwistern in das gerade vom Zarenreich eroberte Kars in der heutigen Türkei.
1883 zog Gurdjieff nach Tiflis. Auf der Suche nach Orten verborgener esoterischer Traditionen, deren Spuren er seit seiner frühen Jugend meinte erkennen zu können, reiste er jahrzehntelang durch Zentralasien, Nordafrika und Europa. In seinem teils autobiographischen, teils wohl allegorischen Werk Begegnungen mit bemerkenswerten Menschen beschreibt er die Erfahrungen, die er und eine Gruppe Gleichgesinnter, die „Sucher der Wahrheit“, dabei angeblich machten. 1908 ließ er sich in Taschkent nieder, wo er begann, in der Öffentlichkeit zu wirken. Ab 1912 leitete er in Moskau und Sankt Petersburg Studiengruppen, deren Teilnehmer in täglichen Übungen ein umfangreiches esoterisches Wissen  anwenden sollten, um so zu einer „voll- und eigenständigen Entwicklung ihres menschlichen Potenzials“ zu gelangen. 1915 stieß sein bekanntester Schüler P. D. Ouspensky zu ihm, der bald darauf als Erster über Gurdjieffs System zu publizieren begann.
Um der Oktoberrevolution und deren Folgen zu entkommen, zogen Gurdjieff und seine Studenten über den Kaukasus nach Tiflis, wo er im September 1919 ein erstes Institut eröffnete. Aufgrund der Situation in Tiflis hatte dieses nur sieben Monate Bestand, und eine deutlich verkleinerte Gruppe folgte Gurdjieff 1920 nach Konstantinopel. Im Dezember 1920 erhielt Gurdjieff eine Einladung von Émile Jaques-Dalcroze, sich in der Gartenstadt Hellerau bei Dresden niederzulassen, wo dieser eine Bildungsanstalt für Rhythmische Gymnastik betrieb. Gurdjieff nahm das Angebot an und machte sich 1921 auf den Weg nach Deutschland. Er fuhr mit einer kleinen Gruppe Vertrauter mit der Eisenbahn nach Berlin und ließ sich Ende August zunächst im heutigen Berliner Ortsteil Schmargendorf nieder. Im November des gleichen Jahres hielt er erste Lesungen in Berlin. Allerdings scheiterte das Vorhaben, ein Institut in Hellerau zu eröffnen, nach langwierigen Verhandlungen mit einer Zivilklage, die Gurdjieff im Juni 1922 verlor.

### Institut für die harmonische Entwicklung des Menschen
Nach weiteren kurzen Stationen in London und Südengland ging Gurdjieff nach Frankreich und eröffnete am 1. Oktober 1922 das Institut für die harmonische Entwicklung des Menschen im Schloss Prieuré des Basses-Loges bei Paris. Dort zog er schnell eine illustre Schülerschaft internationaler Künstler und Intellektueller an (darunter Frank Lloyd Wright, Katherine Mansfield und Alfred Richard Orage) und lehrte, unter anderem, seine 'Heiligen Tänze‘ oder ‚Movements‘. Zu gewissen Anlässen ließ er diese öffentlich aufführen, so in der Prieuré, 1923 im Théâtre des Champs-Élysées in Paris sowie bei einer ersten Reise nach Amerika im Frühjahr 1924. Bis 1939 folgten sieben weitere Amerika-Reisen, eine letzte im Winter 1948/1949.
Da das Institut in einem großen Wald lag, wurde vom Boulevard, der die schillernden Geschichten um seine Bewohner und Studenten aufgriff, der Ausdruck Waldphilosophen geprägt.
Nach der Rückkehr von der ersten Amerika-Reise war Gurdjieff im Sommer 1924 an einem schweren Verkehrsunfall beteiligt, der nach Ansicht vieler sein weiteres Leben und Wirken veränderte. Dennoch setzte er, nachdem 1933 die Prieuré geschlossen worden war, die Arbeit mit seinen Schülern in einer Wohnung in der Rue des Colonels-Renard N° 6 in Paris fort, auch während der deutschen Besatzung. Angeblich soll er alle seine jüdischen Schüler geschützt und noch rechtzeitig vor der Deportation der Pariser Juden am 16. Juli 1942 in Sicherheit gebracht haben.
Gurdjieff genoss auch nach dem Krieg eine zunehmende internationale Publizität, und es kamen, neben vielen Neugierigen und Schaulustigen, immer wieder neue Schüler zu ihm, darunter auch eine Gruppe junger, vor allem amerikanischer, zumeist lesbischer Künstlerinnen um Solita Solano, Kathryn Hulme, Jane Heap und Margaret Anderson, genannt The Rope. Nicht zuletzt seine „Toasts to the Idiots“ markieren in dieser Zeit eine veränderte und für manchen früheren Schüler wie P. D. Ouspensky fragwürdige methodische Lehrpraxis. Seltene Filmdokumente zeigen Momentaufnahmen dieser letzten Periode Gurdjieffs in Frankreich.
Gurdjieffs Tochter Lida heiratete 1947 den englischen Gartengestalter Russell Page, einen Anhänger Gurdjieffs; die Ehe wurde 1954 geschieden.

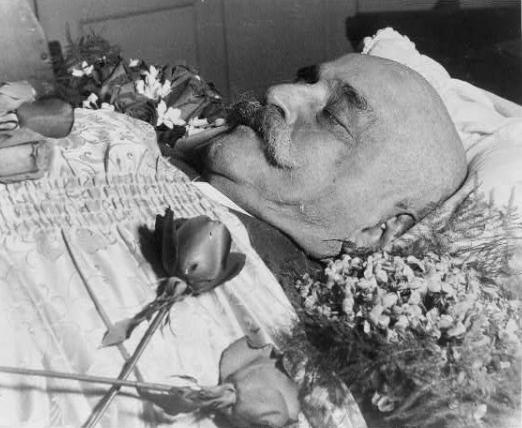
Der aufgebahrte Leichnam Gurdjieffs

Georges I. Gurdjieff starb nach einem Zusammenbruch während des Movement-Unterrichts am 29. Oktober 1949 im amerikanischen Krankenhaus von Neuilly. Sein Leichnam wurde in einer russisch-orthodoxen Begräbniszeremonie auf dem Friedhof von Avon beigesetzt.

## Werk

### Das Enneagramm

Der Schöpfungsstrahl nach G.I.Gurdjieff

Ausgehend von seiner fundamentalen Kritik am modernen Menschen, dessen fragmentiertem Ich und unterentwickeltem Sein, präsentierte Gurdjieff ein System für eine ganzheitliche menschliche Entwicklung, das er „esoterisches Christentum“ nannte: „We can only strive to be able to be Christians“. Ihm zufolge kann der Mensch sich der göttlichen Wahrheit bzw. einem bewussten Sein nur nähern, wenn alle Teile oder „Zentren“, die laut Gurdjieff den Menschen ausmachen, harmonisch entwickelt und integriert werden: das Denken, das Fühlen und die Bewegungen des Körpers.
Ein wesentliches Symbol für diesen transformatorischen Prozess wurde von Gurdjieff im Enneagramm dargestellt, das Einzug und mehr oder weniger willkürlichen Gebrauch im weiten Spektrum des sogenannten New Age fand.

### Der Vierte Weg / Das Werk
Gurdjieff spricht von einem Vierten Weg als Synthese und Weiterentwicklung der drei traditionellen Wege zur Evolution des Denkens (Yogi), des Fühlens (Mönch) und des Körpers (Fakir). Demnach verläuft der Vierte Weg im täglichen Leben – nicht etwa hinter Klostermauern oder im fernen Himalaya – und in drei idealerweise synchronen Linien unter der Führung eines erfahrenen Lehrers:
- der bewussten Auseinandersetzung mit (oder Arbeit an) sich selbst
- der gemeinsamen Arbeit und des bewussten Austausches mit Gleichgesinnten
- der Arbeit für die Schule bzw. die Lehre, in weiten Teilen seiner Nachfolge Das Werk genannt.

Wesentliche Elemente dieser Arbeit sind:
- die beständige Übung einer besonderen inneren Achtsamkeit (Sich seiner selbst erinnern)
- die Nicht-Identifikation, z. B. mit Vorlieben und Abneigungen (Bewusstes Leiden)
- das praktische Studium und die Verifikation (also die ganzheitliche Erfahrung) universaler Gesetzmäßigkeiten, wie sie im Enneagramm und im sogenannten Schöpfungsstrahl von Gurdjieff dargestellt wurden.

Der vierte Weg zeigt also auf verschiedene Weise, wie im menschlichen Leben eine beständige Aufmerksamkeit bzw. Achtsamkeit erhöht und Tagträumerei sowie Zerstreutheit mit ihren negativen Auswirkungen minimiert werden können. Laut Gurdjieff ist eine solche innere Entwicklung der Beginn eines weiteren Veränderungsprozesses mit dem Ziel, den Menschen zu seinem vollständigen Potential zu entwickeln.

### Die Movements / Heilige Tänze
Gurdjieff's Movements sind eine Reihe heiliger Tänze, die von ihm im Zuge seiner Reisen gesammelt oder selbst choreographiert wurden. Gurdjieff unterrichtete die Tänze im Rahmen der inneren Arbeit. Sie besitzen zentralen Stellenwert in der Lehre des Vierten Weges. Schätzungen zufolge sind ca. 250 Movements bis zum heutigen Tag erhalten geblieben.
Gurdjieff selbst äußerte sich zu den Bewegungen wie folgt: „Jeder Körperhaltung entspricht ein bestimmter innerer Zustand, und umgekehrt entspricht jedem inneren Zustand eine bestimmte Haltung. Jeder Mensch besitzt eine Anzahl gewohnheitsmäßiger Haltungen, und er geht von der einen zur anderen über, ohne jemals bei den dazwischenliegenden Handlungen anzuhalten. Das Einnehmen neuer, ungewohnter Stellungen gibt Ihnen die Möglichkeit, sich innerlich auf eine andere Weise zu beobachten, als Sie es unter gewöhnlichen Umständen tun.“

### Mutmaßliche Quellen
Neben vielen unbekannten Quellen enthält Gurdjieffs System Elemente des Sufismus (islamische Mystik), gewisser buddhistischer und hinduistischer Traditionen sowie essenisch-christlicher Mystik. Es gibt auch Anhaltspunkte für einen nicht unbedeutenden pythagoräischen Einfluss, betrachtet man etwa die deutliche Affinität bei den mathematisch-systemischen Lehren wie z. B. dem Gesetz der Oktave sowie den musikalischen Werken Gurdjieffs.

### Schüler und Opus
Zu seinen wichtigsten Schülern zählen P. D. Ouspensky, Jeanne de Salzmann, Alfred Richard Orage (der die ersten amerikanischen Gruppen leitete), John G. Bennett, Maurice Nicoll und der Pianist Thomas de Hartmann. Mit diesem komponierte er gemeinsam über 300 Stücke sogenannter „Sacred Music“, die zum Beispiel auch von Keith Jarrett gespielt und publiziert wurden. Darüber hinaus hinterließ Gurdjieff eine Reihe streng choreografierter Movements, darunter die als zentral gewertete Serie der 39.
Als literarisches Opus Magnum gilt die dreibändige Schrift Beelzebubs Erzählungen für seinen Enkel – Eine objektiv unparteiische Kritik des Lebens des Menschen. In einer Art kosmologischer Science-Fiction erzählt darin Beelzebub, Bewohner einer weit entfernten und harmonischen Welt, seinem Enkel Hassin die lange und lehrreiche Geschichte seiner Abenteuer, Erfahrungen und Begegnungen, die er im Verlauf mehrerer Aufenthalte auf der Erde erlebte. Beelzebubs Erzählungen wurden als erster Teil der Serie All und Alles veröffentlicht, deren zweiten und dritten Teil die postum publizierten Begegnungen mit bemerkenswerten Menschen und Das Leben ist nur wirklich, wenn „ich bin“ bilden.

### Gurdjieff-Stiftungen
Nach seinem Tod wurde in den 50er Jahren die Gurdjieff-Stiftung (Gurdjieff Foundation) durch Jeanne de Salzmann in Kooperation mit anderen Schülern Gurdjieffs gegründet und von Jeanne de Salzmann bis zu ihrem Tod 1990 geleitet. Danach wurde die Stiftung von Michel de Salzmann bis zu seinem Tod im Jahr 2001 geleitet. Heute werden diese und weitere weltweite Stiftungen unter der International Association of the Gurdjieff Foundations zusammengefasst und von Alexandre de Salzmann – Sohn von Michel de Salzmann – geleitet.

## Rezeption und Kritik
Gurdjieffs Bedeutung ist umstritten. Entweder wird er als charismatischer Meister angesehen, der fundamental neues Wissen in den westlichen Kulturraum brachte – oder als wirrer Scharlatan mit großem Ego und Selbstdarstellungstrieb. Anekdoten aus seiner Biografie und seinem Werk bieten je nach Perspektive genug Stoff für beide Einordnungen.
Die radikale Kritik Gurdjieffs am „modernen Menschen“ und dessen psychischer Verfassung stellt scheinbar mitleidlos das bisherige Selbstbild auf irritierende Weise in Frage. So bezeichnet Gurdjieff uns zum Beispiel als willenlose Geschöpfe, die in schlafähnlichem Unverstand den wechselnden Einflusssphären des Universums ausgesetzt sind. Gurdjieff-Anhänger deuten eine Ablehnung seines Systems als motiviert durch ein Übergewicht solcher Kränkungen gegenüber dem Wunsch für einen Zugang zu den methodischen Inhalten und deren lebendiger Praxis.

### Heutige Situation
Gurdjieffs heutige Anhängerschaft weist Brüche und unterschiedlichste Verzweigungen auf, die zum Teil schon vor seinem Tod zu beobachten waren. So haben sich neben den Gurdjieff-Stiftungen weltweit zahlreiche Gruppierungen gebildet, die Fragmente der Gurdjieff-Lehre adaptiert haben. Einige bezogen sich beispielsweise. sehr spezifisch auf die Movements, andere bildeten theoretisierende Debattierclubs.
Ungeachtet dessen hat seine Lehre nichts von ihrer Anziehungskraft eingebüßt. Allein in Nordamerika schätzt man zwischen 5.000 und 15.000 Anhänger. Folgende Gruppen wurden von Schülern Gurdjieffs gegründet:
- die von Willem A. Nyland, neben Jeanne de Salzmann Gurdjieffs langjährigster Schüler, gegründeten Gruppen;[11]
- die „Rochester Folk Art Guild“, gegründet von Louise March (geb. L. Göpfert), welche „Beelzebubs Erzählungen für seinen Enkel“ sowie Ouspenskys „Auf der Suche nach dem Wunderbaren“ ins Deutsche übersetzte;[12]
- die „Two Rivers Farm“, gegründet von A. L. Staveley, Schülerin Gurdjieffs und Jane Heaps;[13]
- John G. Bennetts Gruppen unter Leitung seiner Söhne.[14]
- die von Paul H. Beidler gegründete Gruppe „Search at Northeon Forest“.[15]

### Werke von Gurdjieff
- Beelzebubs Erzählungen für seinen Enkel. Eine objektiv unparteiische Kritik des Lebens der Menschen. All und Alles. 3 Bände, Triangle Editions 2010, ISBN 978-0-9823518-0-2 (Band 1); ISBN 978-0-9823518-1-9 (Band 2), ISBN 978-0-9823518-2-6 (Band 3).
- Begegnungen mit bemerkenswerten Menschen. Aus dem Franz. und Engl. von François Grunwald und Hans-Henning Mey. Alexander Verlag, Berlin u. a. 2013, ISBN 978-3-89581-310-8.
- Das Leben ist nur wirklich, wenn „ich bin“. Sphinx Verlag, Basel 1998, ISBN 978-3-85914-182-7.
- Aus der wirklichen Welt. Gurdjieffs Gespräche mit seinen Schülern in Moskau, Essentuki, Tiflis, Berlin, London, Paris, New York, Chicago. Aus den Jahren 1917–1931. Sphinx, Basel 1982, ISBN 3-85914-144-9.
- The Herald of Coming Good. First Appeal to Contemporary Humanity. Holmes Publishing Group, Sequim 1987, ISBN 978-0-916411-72-5.
- Struggle of the Magicians. Ballettszenario von 1914 (PDF; 2,94 MB)

### Sekundärliteratur
- Margaret Anderson: The Unknowable Gurdjieff. Routledge & Kegan Paul, London 1962.
- Joseph Azize: Gurdjieff: Mysticism, Contemplation, and Exercises. Oxford University Press, 2019, ISBN 978-0-19-006409-9
- John G. Bennett: J.G. Benetts Talks on Beelzebub's Tales. Elisabeth Bennett 1977.
  - deutsch: Gurdjieff entschlüsselt. Die innere Bedeutung von Gurdjieffs „Beelzebubs Erzählungen“. Verlag Bruno Martin, Frankfurt am Main 1981, ISBN 3-921786-25-8.
- John G. Bennett: Gurdjieff: Ursprung und Hintergrund seiner Lehre. Sphinx, Basel 1989, ISBN 3-85914-358-1.
- John G. Bennett: Das Durchqueren des großen Wassers. Die Geschichte einer Suche – Autobiografie, Chalice, Xanten 2011, ISBN 978-3-942914-02-4
- John G. Bennett und Elizabeth Bennett: Monsieur Gurdjieff und seine Idioten – Paris 1949. Aus den Tagebüchern und Memoiren zweier Reisender in die Wirklichkeit, Chalice, Xanten 2016, ISBN 978-3-942914-14-7
- Anna Butkovsky-Hewitt: With Gurdjieff in St. Petersburg and Paris. Weiser, New York 1978, ISBN 0-87728-387-7.
- Olga und Thomas de Hartmann: Our Life with Mr. Gurdjieff. Penguin, Baltimore 1972. Deutsch: Expeditionen ins Wunderbare – Unser Leben mit Herrn Gurdjieff, Chalice, Xanten 2019, ISBN 978-3-942914-39-0
- Jane Heap: Notes. Two Rivers Press, Aurora 2002, ISBN 0-89756-023-X.
- Kathryn Hulme: Unentdecktes Land. Ein geistiges Abenteuer. Herder, Freiburg im Breisgau 1968.
- Gregory M. Loy (Hrsg.): Gurdjieff International Review (bisher 18 Hefte). Gurdjieff Electronic Publishing, Los Altos 1997–2007.
- James Moore: Georg Iwanowitsch Gurdjieff. Magier, Mystiker, Menschenfänger. Eine Biografie. Scherz, Bern 1992, ISBN 3-502-18450-X.
- Jacob Needleman / George Baker: Gurdjieff. Essays and Reflections on the Man and His Teachings. Continuum, New York 1997, ISBN 0-8264-1049-9.
- Maurice Nicoll: Psychological Commentaries on the Teachings of Gurdjieff and Ouspensky. 6 Volumes. Weiser Books, Boston/York Beach 1996, ISBN 0-87728-910-7.
- Charles Stanley Nott: Teachings of Gurdjieff. A Pupil's Journal. Arkana, London 1990, ISBN 0-14-019156-9.
- P. D. Ouspensky: Auf der Suche nach dem Wunderbaren. O.W. Barth, Weilheim 1966, DNB 457748524.
- Louis Pauwels: Gurdjew der Magier. Wunderheiler, Fakir und Philosoph. Wilhelm Goldmann, München 1988, ISBN 978-3-442-11718-5.
- John Pentland: Exchanges Within. Questions from Everyday Life. Continuum, New York 1997, ISBN 0-8264-1025-1.
- Fritz Peters: Boyhood with Gurdjieff. Victor Gollancz, London 1964.
  - deutsche Ausgabe: Eine Kindheit mit Gurdjieff. Innenwelt Verlag, Köln 2003, ISBN 3-936360-09-X.
- Irmis B. Popoff: Gurdjieff. His Work: On Myself, With Others, For The Work. Vantage, New York 1969.
- John Shirley: Gurdjieff. Leben und Werk. Schirner, Darmstadt 2006, ISBN 3-89767-516-1.
- Nicolas Tereshchenko: Mister Gurdjieff and the Fourth Way. Kesdjan, Austin 2003, ISBN 0-9706476-2-X.
- Nicolas Tereshchenko: Mister Gurdjieff's Hapax Legomena. By The Way Books, Waukee 2002.
- Henry Tracol: The Taste for Things that Are True. Essays & Talks by a Pupil of G. I. Gurdjieff. Element Books, Shaftesbury 1994, ISBN 1-85230-468-5.
- Henri Tracol: Die wahre Frage bleibt: G. I. Gurdjieff: Ein lebendiger Ruf. Edition Ambra, Müllheim 1999, ISBN 3932365046.[16]
- Kenneth Walker: Venture with Ideas. Second edition. Luzac Oriental, London 1995, ISBN 1-898942-05-6.
- James Webb: The Harmonious Circle: The Lives and Work of G. I. Gurdjieff, P. D. Ouspensky, and Their Followers. Putnam Publishing, New York 1980, ISBN 0-399-11465-3.
- Louise M. Welch (Hrsg.): Guide and Index to G.I. Gurdjieff's Beelzebub's Tales to His Grandson. Second Edition. Traditional Studies Press, Toronto 2003, ISBN 0-919608-12-4.
- Edwin Wolfe: Episodes with Gurdjieff. Red Mountain Study Group, Birmingham, Alabama 2002.
- Alexander Knorr: Metatrickster: Burton, Taxil, Gurdjieff, Backhouse, Crowley, Castaneda; eine Interpretation von Leben, Werk und Wirken ausgesuchter historischer Persönlichkeiten, deren Wohlgelingen der Hilfe des Diskurses zur mythologischen Trickstergestalt bedurfte, herausgegeben von Matthias Samuel Laubscher (= Alteritas, Band 3), Vasa, Pondicherry / München 2004, ISBN 978-3-9809131-6-4 (Dissertation Universität München 2002, XI, 394 Seiten, Illustrationen).

## Film
- Gurdjieff – Begegnungen mit bemerkenswerten Menschen (Meetings with Remarkable Men); Spielfilm; Großbritannien 1979; Regie: Peter Brook; Drehbuch: Peter Brook; Jeanne de Salzmann; Darsteller: Dragan Maksimović, Terence Stamp, Athol Fugard u. a.[17]

Der Film basiert auf dem gleichnamigen Buch Gurdjieffs, mit dem sich der Shakespeare-Regisseur Peter Brook intensiv beschäftigt hat.
Darin beschreibt Gurdjieff seine Kindheit und Jugend am Fuße des Kaukasus und seine Begegnungen mit den Menschen, die angeblich den Ursprung seiner Lehren formten. Höhepunkte des Filmes sind unter anderem die Reisen zu Sufi-Lehrern und die (original von Gurdjieff-Schülern aufgeführten) heiligen Tänze im verborgenen Kloster der geheimnisvollen Bruderschaft Sarmoung.
- Ich – bin Gurdjieff. Ich – sterbe nicht (Я – Гурджиев. Я – не умру); Dokumentarfilm; Russland 2007; Regie: Martiros Fanosjan[18]

- Hitler, Stalin und Gurdjieff (Гитлер, Сталин и Гурджиев); Dokumentarfilm; Russland 2007; Regie: Julia Agejewa[19]